# Pedicularis hintonii
Pedicularis hintonii är en snyltrotsväxtart som beskrevs av Mcvaugh och Mellichamp. Pedicularis hintonii ingår i släktet spiror, och familjen snyltrotsväxter. Inga underarter finns listade i Catalogue of Life.